# Maxomys dollmani
Maxomys dollmani  (Ellerman, 1941) è un roditore della famiglia dei Muridi, endemica dell'isola di Sulawesi.

## Descrizione

### Dimensioni
Roditore di medie dimensioni, con lunghezza della testa e del corpo tra 145 e 175 mm, la lunghezza della coda tra 180 e 221 mm, la lunghezza del piede tra 37 e 38 mm e la lunghezza delle orecchie tra 21 e 25 mm.

### Aspetto
La pelliccia è soffice, densa e senza spine. Le parti superiori sono arancione-brunastro scuro, più scuro lungo la testa e la schiena, mentre le parti ventrali sono grigiastre. Le parti dorsali delle zampe sono biancastre. La coda è più lunga della testa e del corpo, è ricoperta finemente di peli, è bruno-grigiastra sopra, priva di pigmento sotto e nel terzo terminale. Sono presenti 14-16 anelli anelli di scaglie. Le femmine hanno un paio di mammelle pettorali e un paio inguinali.

## Biologia

### Comportamento
È una specie terricola.

### Alimentazione
Si nutre di frutta, artropodi, lumache e piccoli vertebrati.

## Distribuzione e habitat
Questa specie è endemica delle zone centrali e sud-orientali di Sulawesi. Probabilmente si estende su tutta l'isola.
Vive nelle foreste primarie sempreverdi montane tra 1.500 e 1.830 metri di altitudine.

## Conservazione
La IUCN Red List, considerato che i limiti del suo areale e lo stato della popolazione non sono noti, classifica M.dollmani come specie con dati insufficienti (DD).